# Snyder (Texas)
Snyder es una ciudad ubicada en el condado de Scurry en el estado estadounidense de Texas. En el Censo de 2010 tenía una población de 11.202 habitantes y una densidad poblacional de 501,35 personas por km².

## Geografía
Snyder se encuentra ubicada en las coordenadas 32°42′49″N 100°54′39″O / 32.71361, -100.91083. Según la Oficina del Censo de los Estados Unidos, Snyder tiene una superficie total de 22.34 km², de la cual 22.26 km² corresponden a tierra firme y (0.36%) 0.08 km² es agua.

## Demografía
Según el censo de 2010, había 11202 personas residiendo en Snyder. La densidad de población era de 501.35 habitantes/km². De los 11202 habitantes, Snyder estaba compuesto por el 79.05% blancos, el 3.82% eran afroamericanos, el 0.71% eran amerindios, el 0.46% eran asiáticos, el 0.01% eran isleños del Pacífico, el 13.39% eran de otras razas y el 2.57% pertenecían a dos o más razas. Del total de la población el 41.43% eran hispanos o latinos de cualquier raza.